# تصنيف التجديف التكيفي
تصنيف التجديف التكيّفي هو النظام المستخدم في رياضة التجديف للأشخاص ذوي الإعاقة. يقوم هذا التصنيف على أساس القدرة الوظيفية، وينقسم إلى ثلاث فئات رئيسية. يُدار هذا النظام من قبل الاتحاد الدولي لجمعيات الطيران. ويشترط أن يكون لدى المتنافسين المؤهلين إعاقة جسدية أو بصرية.

## التعريف
ينقسم التجديف التكيّفي إلى ثلاث فئات رئيسية وفقًا لقدرة المجدف الوظيفية: فئة PR1 وتشمل استخدام الذراعين والكتفين، وفئة PR2 (TA سابقًا) وتشمل حركة الجذع والذراعين، وفئة PR3 وتشمل استخدام الساقين والجذع والذراعين. كما كان هناك في السابق تصنيف مختلط للقوارب يُعرف بـ LTAIDMix4+، وضم مجدفين من ذوي الإعاقات الذهنية.

## الحوكمة
تُدار هذه الرياضة من قبل الاتحاد الدولي لجمعيات الطيران.

## الأهلية
اعتباراً من 2012، أصبح الأشخاص ذووي الإعاقات البصرية والجسدية مؤهلين للتنافس في هذه المسابقة.
وفي بريطانيا، يُحدد الاتحاد البريطاني للتجديف نوعين من المجدفين ذوي الإعاقة:
- المجدفون البارالمبيون: وهم مؤهلون للمشاركة في الألعاب البارالمبية بعد اجتيازهم عملية التصنيف وتحديد فئتهم الرياضية.[5]
- المجدفون المتكيفون: غير مؤهلين للمشاركة في الألعاب البارالمبية، لكنهم يحق لهم المشاركة في جميع منافسات التجديف البريطانية باستثناء بطولة بريطانيا. وهم مجدفون خضعوا للتصنيف وتبيّن أن لديهم إعاقة بسيطة.[5]

## التاريخ
شهدت فرنسا بداية التجديف التكيّفي بحلول عام 1971، حيث شارك في البداية مجدفون من ذوي الإعاقات البصرية ومن المتعافين من شلل الأطفال. استخدم المتعافون من شلل الأطفال قوارب ذات أرصفة عائمة لزيادة الاستقرار، كما أُدخلت تعديلات أخرى على القوارب مثل تطوير نظام مفصلي لتقليل إجهاد المجدفين. أما المجدفون المكفوفون، فقد استخدموا القوارب ذاتها التي يستخدمها الرياضيون الأصحاء خلال سبعينيات وثمانينيات القرن العشرين، وكان يتم توجيههم أثناء السباقات من قبل حكم. كما شُجّع المكفوفون على التجديف ضمن فرق تضم مجدفين مبصرين، حيث يعمل الكفيف كقائد للقارب بينما يركز الربان على مساعدته. لم يكن نظام التصنيف متطورًا في فرنسا آنذاك، بل كان التركيز على دمج هؤلاء المجدفين ضمن المجتمع الرياضي العادي.
أما في هولندا، فقد بدأت رياضة التجديف التكيّفي عام 1979 مع تأسيس مؤسسة Roeivalidatie. لم يكن التصنيف محور الاهتمام في البداية، بل كان الهدف هو دمج التجديف التكيّفي مع التجديف التقليدي داخل نوادي التجديف. وفيما بعد، جرت محاولات لتكييف المعدات بما يتناسب مع احتياجات كل مجدف حسب إعاقته.
بدأ التجديف التكيّفي في الولايات المتحدة عام 1981، حيث كان القارب ذو الهيكل المزدوج أول قارب يُستخدم من قبل المجدفين من ذوي الإعاقة. وبحلول عام 1991، وُضع نظام تصنيف للمسابقات المحلية، إلا أنه كان لا يزال في طور التطوير. خلال هذه الفترة، شارك العديد من المجدفين في منافسات ضد نظرائهم الأصحاء.
أما في أستراليا، فقد انطلقت سباقات التجديف التكيّفي عام 1988. وأُقيمت أول بطولة لكأس العالم في التجديف التكيّفي، التي اعترف بها الاتحاد الدولي للتجديف، في عام 1991 في هولندا.
تولّى مجلس التجديف الأسترالي، بدعم من جمعية التجديف الأسترالية، الحكم المبكر لهذه الرياضة في البلاد. وكانت التصنيفات في تلك المرحلة محدودة بسبب قلة عدد المجدفين. وشهدت العديد من السباقات الأولى في أستراليا وجود فئتين فقط: فئة المقاعد الثابتة وفئة المقاعد المنزلقة.
وفي بريطانيا العظمى، لم يكن التجديف التكيّفي يحظى باهتمام واسع في عام 1991. وسعت أندية التجديف إلى دمج المجدفين ذوي الإعاقة ضمن السباقات العادية للأندية.
وبحلول عام 1991، بدأت محاولات لوضع نظام تصنيف دولي، وشملت الفئات المعتمدة آنذاك ما يلي:
- س1: التوصيل في C4-C6 [12]
- س2: C7-T1 [11]
- ص1: ت2-ت9 [11]
- ص2: T10-L4 [11]
- أ1: بتر واحد [11]
- أ2: بتر مزدوج [11]
- أ3: مشاكل في الجهاز التنفسي.[11]

لم يُتفق على اعتماد هذا النظام المبكر، المعروف باسم "نظام التصنيف الوظيفي"، على الصعيد الدولي، جزئيًا لأنه لم يكن يُعتبر عادلاً بالكامل، إذ لم يأخذ بعين الاعتبار القدرات الوظيفية الفعلية للمجدف ولم يعكس النتائج الزمنية بدقة بناءً على تلك القدرات. وفي تلك الفترة، أثيرت مناقشات أيضًا حول ما إذا كان ينبغي اعتماد تصنيفات للمجدفين ذوي الإعاقات الذهنية أم لا. وفي عام 1992، تولت اللجنة البارالمبية الدولية رسميًا مسؤولية تنظيم رياضة ذوي الإعاقة.

## الفصول الدراسية
صُنِفَ الرياضيين على النحو التالي:

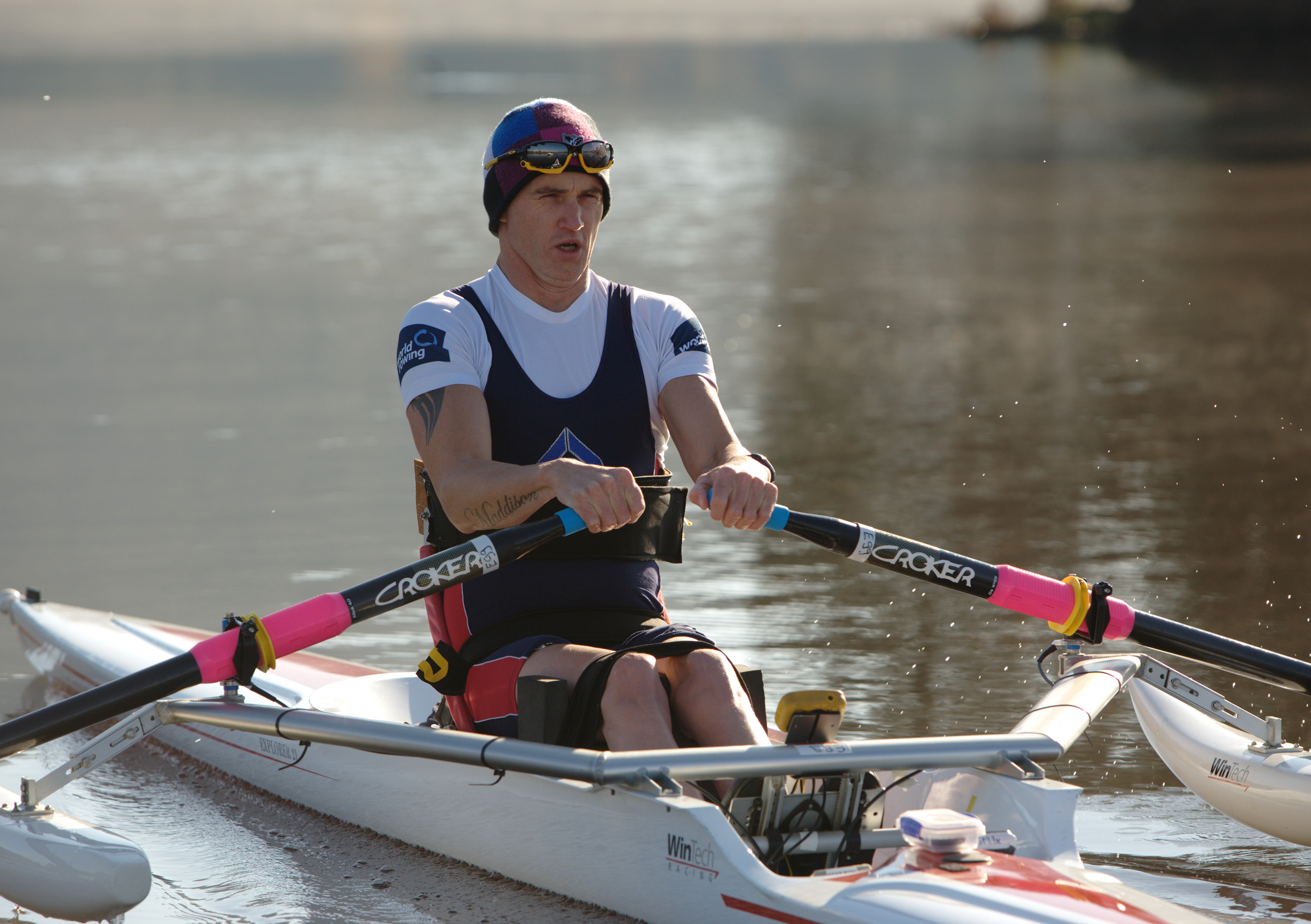
إريك هوري، مجدف أسترالي

PR3 (المعروف سابقًا بـ LTA): يشمل الرياضيين الذين يستخدمون الساقين والجذع والذراعين. يمكنهم استخدام مقعد منزلق، ويملكون وظيفة حركية في أرجلهم وجذوعهم وأذرعهم. قد تكون إعاقتهم جسدية أو بصرية. يُلزم الرياضيون ضعاف البصر بارتداء عصابة على أعينهم لتحقيق التكافؤ البصري. تُصنّف الإعاقات البصرية ضمن ثلاث فئات: B1 وB2 وB3، وتُعرف في تصنيف التجديف التكيّفي بـ PR3-B1 وPR3-B2 وPR3-B3 على التوالي.
PR2 (المعروف سابقًا بـ TA): يشمل الرياضيين الذين يستخدمون الجذع والذراعين فقط. لا يمكنهم استخدام المقعد المنزلق بسبب ضعف في الساقين.
PR1 (المعروف سابقًا بـ AS): يشمل الرياضيين الذين يستخدمون الذراعين والكتفين فقط. لا يمكنهم استخدام الجذع أو الساقين أثناء التجديف.
تسمح القوانين للمجدف بالمشاركة في فئة أعلى من تصنيفه، لكنها لا تسمح له بالتنافس في فئة أدنى من تصنيفه الحالي. في سباقات القارب الرباعي مع الدفة، يُسمح بوجود مجدفَين اثنين فقط كحد أقصى من ذوي الإعاقات البصرية في القارب.

## العملية
في أستراليا، تُدار الرياضة ونظام التصنيف من قبل الاتحاد الرياضي الوطني، بدعم من اللجنة البارالمبية الأسترالية. هناك ثلاثة أنواع من التصنيف متاحة للمجدفين الأستراليين: التصنيف المؤقت للمنافسات على مستوى الأندية، والتصنيف الوطني للمنافسات داخل البلاد، والتصنيف الدولي للمنافسات الخارجية.
في دورة الألعاب البارالمبية الصيفية لعام 2008، تولى الاتحاد الدولي للتجديف مسؤولية التصنيف. أما في دورة ألعاب ريو البارالمبية في صيف 2016، فاتبعت اللجنة البارالمبية الدولية سياسة "تصنيف صفر" للألعاب، والتي تم تطبيقها منذ عام 2014. هدفت هذه السياسة إلى تجنب التغييرات المفاجئة في التصنيف قبل بدء المنافسات، والتي قد تُربك خطط تدريب الرياضيين. طُلب من جميع المتنافسين الحصول على تصنيف دولي مؤكد قبل بدء الألعاب، مع النظر في الاستثناءات على أساس كل حالة على حدة.
في حال وجود حاجة للتصنيف أو إعادة التصنيف أثناء الألعاب، جرى تصنيف المجدفين في 8 أيلول في ملعب لاجوا، أما المجدفون من ذوي الإعاقات البصرية فقد خضعوا للتصنيف من 4 إلى 6 أيلول.

## المستقبل
وفي المستقبل، تعمل اللجنة البارالمبية الدولية، وهي الجهة المسؤولة عن تصنيف رياضات ذوي الإعاقة، على تطوير نظام تصنيف قائم على الأدلة بدلاً من الأداء، وذلك لضمان عدم معاقبة الرياضيين المتميّزين الذين قد يبدون كأنهم ينتمون لفئة أعلى بسبب تفوقهم، مقارنة بآخرين أقل تدريبًا ضمن نفس الفئة.